# Бупренорфин
Бупренорфин (Buprenorphine) — полусинтетический опиод, используемый в заместительной терапии при опиоидной зависимости.

## Применение и основные эффекты
Мощное обезболивающее. Синтезируется из опиумного алкалоида тебаина. По структуре и действию близок к налбуфину. Бупренорфин представляет собой частичный агонист μ-опиоидных рецепторов и антагонист κ-опиоидных рецепторов. Применяется в хирургической и онкологической практике. В ряде стран используется при заместительной терапии опиоидной наркомании в качестве более безопасного заместителя, чем метадон. Фармакодинамические и фармакокинетические особенности бупренорфина делают его уникальным средством по сравнению с другими препаратами для лечения опиоидной зависимости. Может использоваться не только в качестве заместительной терапии, но и для детоксикации людей, зависимых от опиоидов. В 2005 году ВОЗ включила бупренорфин и метадон в список «основных лекарственных средств», применение которых считается наиболее эффективным, оправданным и безопасным при опиоидной зависимости.

### Заместительная терапия бупренорфином
При заместительной терапии бупренорфин принимается раз в день (обычно в виде таблетки, рассасываемой под языком). Обладает меньшим, чем у метадона, наркогенным потенциалом и в меньшей мере способен вызывать эйфорию. Являясь частичным агонистом, может облегчить переход от полных агонистов (прежде всего героина) к антагонистам опиоидных рецепторов и полному воздержанию от применения психоактивных веществ.
Бупренорфин блокирует действие других опиоидов, ослабляет тягу к опиоидам, предотвращает вред для здоровья, связанный с использованием грязных шприцев. Устраняет тягу и абстинентный синдром на 24 часа и более, но он может и сам, особенно в начале лечения, спровоцировать абстинентный синдром, так как прочно связывается с рецепторами, вытесняя другие опиаты. Поэтому, чтобы начать лечение бупренорфином, пациент с опиоидной зависимостью должен воздерживаться от употребления опиоидов в течение как минимум 12—24 часов и находиться на ранних стадиях опиоидной абстиненции. У пациентов, у которых в кровотоке есть опиоиды, либо у тех, кто не находится на ранних стадиях абстиненции, может вследствие приёма бупренорфина возникнуть острый абстинентный синдром.
Чаще всего бупренорфин не вызывает клинически значимой физической зависимости, хотя длительное введение высоких доз бупренорфина (включая те, которые используются для лечения опиоидной зависимости) может привести к физической зависимости и симптомам отмены, если лечение резко прекращается; однако эти симптомы обычно выражены слабее, чем при прекращении приёма полных агонистов.
При прекращении приёма бупренорфина может возникать лишь умеренный синдром отмены. Тем не менее для предотвращения симптомов отмены бупренорфин следует отменять постепенно, и решение о прекращении терапии бупренорфином должно приниматься после длительного периода заместительной терапии как часть комплексного плана лечения.
Ограничивающим фактором для более широкого применения в заместительной терапии является цена препарата (бупренорфин существенно дороже, чем метадон). Бупренорфин обладает антидепрессивным и противотревожным эффектом, что является значимым при его назначении лицам с опиоидной зависимостью, так как у многих из них имеются расстройства настроения и тревожные расстройства. Впрочем, противотревожный и антидепрессивный эффект бупренорфин проявляет уже в дозировках, в десять раз меньших, чем те, что используются при лечении опиоидной зависимости. Эффективное лечение сопутствующих психических расстройств у наркозависимых пациентов полезно не только само по себе, но и в плане приверженности пациентов лечению наркозависимости: если пациенты чувствуют себя лучше (менее подавлены или менее тревожны) и если они связывают это улучшение с приёмом препарата, они испытывают больше желания продолжить лечение. По-видимому, это одна из причин, по которой бупренорфин в сочетании с налтрексоном оказывается эффективней при лечении опиоидной зависимости (большее количество пациентов завершают исследование), чем налтрексон без бупренорфина.
В качестве лечения опиоидной наркомании бупренорфин получил наибольшее распространение во Франции, где он применяется с 1996 года. В 2002 году одобрен FDA для заместительной терапии героиновой наркомании в США. Терапия бупренорфином получает всё большее распространение в разных странах.
В некоторых странах (в частности, во Франции, в США) используется применяемый сублингвально препарат «Suboxone», который содержит бупренорфин и антагонист опиоидных рецепторов налоксон (в соотношении 4:1). Препарат используется как альтернатива заместительной терапии метадоном или бупренорфином. Антагонистическое действие налоксона не проявляет себя при сублингвальном приеме в связи с низкой биодоступностью; однако в том случае, если больной наркоманией, принимающий «Suboxone», захочет повысить его наркогенный эффект путём внутривенного введения измельчённых и растворённых в воде таблеток, специфическое наркотическое действие не возникнет благодаря блокаде опиоидных рецепторов налоксоном, который обладает высокой биодоступностью при внутривенном введении и более сильным, чем у бупренорфина, сродством к μ-рецепторам.

### Детоксикация
Длительность лечения бупренорфином при детоксикации составляет в среднем трое суток. Терапевтическое действие начинает развиваться через 10—15 секунд после инъекции. Постепенно исчезают боли в мышцах, голове, суставах; кроме того, препарат быстро и полностью купирует такие симптомы, как гипергидроз, диарея, тошнота, зевота, слезотечение. Болевой синдром бупренорфин купирует практически полностью, также в значительной мере купирует психопатологическую симптоматику:202.
В публикации ВОЗ отмечалось, что бупренорфин представляет собой лучший из опиоидных препаратов для лечения умеренного и тяжёлого опиоидного абстинентного синдрома:36.

### Другое применение
Как анальгетик бупренорфин используется для купирования интенсивных болей в послеоперационном периоде, при травмах и при болях другого происхождения (при инфаркте миокарда, у онкологических больных, при почечной колике, при ожогах и др.). Может применяться для премедикации и как компонент общей анестезии при длительных операциях.
Анальгетическая активность бупренорфина значительно (в 20—30 раз) превышает таковую у морфина, при этом бупренорфин также действует более длительно (при сублингвальном использовании — до 8—12 часов). Оказывает противошоковый эффект при травмах.
Перспективной областью исследований является исследование лечения бупренорфином синдрома отмены опиоидов у новорождённых, матери которых принимали опиоиды во время беременности. В этой области бупренорфин показал себя лучшим средством, чем морфин.
Существуют также некоторые данные, что бупренорфин может быть эффективен при лечении зависимости от кокаина (исследования на ограниченном количестве пациентов показали эффективность бупренорфина в сочетании с налтрексоном у пациентов с кокаиновой зависимостью).
Перспективным также является применение бупренорфина или бупренорфина в сочетании с налтрексоном при алкогольной зависимости (доказано, что бупренорфин снижает употребление алкоголя у крыс).
Бупренорфин является перспективным средством лечения депрессии и тревоги и может быть полезен как альтернативное традиционным антидепрессантам средство для лечения резистентной депрессии, в том числе у тех пациентов с резистентной депрессией, кто не имеет опиоидной зависимости в анамнезе. В США бупренорфин официально утверждён как средство для лечения депрессии.
Предполагается также, что бупренорфин может обладать эффективностью в лечении психозов.

## Исследования
Исследования показывают бо́льшую эффективность и лучшую переносимость бупренорфина в сравнении с клонидином. В частности, как показал кокрановский обзор, охвативший ряд РКИ, бупренорфин более эффективен при лечении синдрома отмены опиоидов, чем агонисты α2-адренорецепторов клонидин и лофексидин, в отношении тяжести синдрома отмены, продолжительности лечения и вероятности его завершения.
Опубликованный в 2014 году в Psychiatric Services обзор, в котором сравнивались заместительная терапия бупренорфином и заместительная терапия метадоном, показал, что в диапазонах средних доз результаты сравнения неоднозначны: некоторые исследования, включённые в обзор, показали сходный терапевтический эффект этих двух препаратов, а в некоторых исследованиях предполагается, что метадон эффективнее в отношении удержания на лечении или снижения употребления запрещённых опиоидов. Только одно рассмотренное в обзоре исследование сравнивало высокие дозы бупренорфина и метадона, и оно показало одинаковый терапевтический эффект.
По данным когортного исследования в Великобритании, охватившего 11 033 участника, заместительная терапия бупренорфином связана с более низким риском смертности от самых разных причин, в частности отравлений, чем заместительная терапия метадоном.

## Фармакокинетика
При введении бупренорфина под язык Cmax составляет 1 час, период полувыведения при сублингвальном и внутримышечном введении — 3—6 часов. Бупренорфин подвергается биотрансформации в печени, выделяется в виде метаболитов главным образом с желчью.

## Побочные эффекты, передозировка и взаимодействия
Бупренорфин обладает высоким профилем клинической безопасности. Ему свойствен очень низкий риск передозировки, а в случае возникновения передозировки вызывает меньшее, чем другие опиаты, угнетение дыхания — основную причину смерти при передозировке опиатов. Тем не менее сочетанию бупренорфина с другими депрессантами (например, алкоголем, бензодиазепинами) присущ значительный риск угнетения дыхания, что особенно значимо, учитывая, что опиоидной зависимости часто сопутствует зависимость от алкоголя или бензодиазепинов.
К наиболее частым побочным эффектам бупренорфина относятся седация, запор, тошнота, рвота, сонливость, головная боль, сухость во рту, угнетение дыхания, бессонница, признаки абстинентного синдрома, потливость, головокружение, тревожность, депрессия, астения, воспалительные заболевания дыхательных путей, боли в спине и в животе, аллергические реакции, затуманенное зрение или расширенные зрачки, тремор, сердцебиение, нарушение внимания. Возможно развитие надпочечниковой недостаточности. Преимуществами этого препарата как парциального опиоидного агониста являются умеренные (в сравнении с морфином и другими полными μ-агонистами) эффекты со стороны дыхательной системы, менее выраженный наркогенный эффект, замедленное развитие толерантности, отсутствие значимого влияния на гемодинамику, невысокая способность подавлять моторику кишечника. В отличие от метадона, не вызывает удлинения интервала QT — побочного эффекта, который может привести к опасным сердечным аритмиям. С меньшей вероятностью, чем метадон, вызывает эректильную дисфункцию. Пациенты, получающие бупренорфин, показывают лучшие результаты по когнитивным и психомоторным тестам, чем пациенты, получающие метадон, а когнитивные расстройства, вызванные одновременным приёмом бензодиазепинов и бупренорфина, менее выражены, чем при одновременном приёме бензодиазепинов и метадона.
В целом бупренорфин меньше взаимодействует с лекарствами, чем метадон. В частности, достоинством бупренорфина является низкий риск лекарственных взаимодействий с противовирусными средствами, используемыми при лечении ВИЧ / СПИДа.
Все новорождённые, подвергшиеся воздействию бупренорфина, должны наблюдаться на предмет возникновения неонатального абстинентного синдрома. Исследования показали, что в случае приёма бупренорфина беременной женщиной неонатальный абстинентный синдром протекает легче и длится меньше, чем в случае приёма беременной женщиной метадона.
Бупренорфин может присутствовать в грудном молоке в количествах, коррелирующих с уровнем бупренорфина в сыворотке крови кормящей матери; однако, поскольку бупренорфин подвергается высокому метаболизму при первом прохождении и имеет низкую биодоступность при пероральном приёме, на организм младенцев при кормлении грудью препарат действует мало. Кроме того, грудное вскармливание не влияет на проявления неонатального абстинентного синдрома и ход его лечения. Женщинам следует учитывать преимущества грудного вскармливания для своих детей, сопоставляя эти преимущества c потенциальным риском воздействия небольшой доли бупренорфина в грудном молоке.

## Противопоказания и меры предосторожности
Противопоказания и меры предосторожности такие же, как для других аналогичных наркотических анальгетиков.

## Формы выпуска
Выпускается в виде таблеток для приёма внутрь и сублингвального применения; раствора для инъекций в ампулах; в виде трансдермальной терапевтической системы, высвобождающей бупренорфин с той или иной скоростью; в виде буккальной плёнки.

## Физические свойства
Белый кристаллический порошок, трудно растворим в воде, растворим в спирте.

## Злоупотребление
Как и ряд других опиоидов, бупренорфин может вызывать эйфорию. В ряде стран бупренорфином злоупотребляют, используя различные пути его введения (сублингвальный приём, интраназальный и инъекционный); в этих странах препарат приобрёл популярность как заменитель героина или как основной наркотик. Большой процент лиц, злоупотребляющих психоактивными веществами, в некоторых районах Франции, Ирландии, Шотландии, Индии, Непала, Бангладеш, Пакистана и Новой Зеландии сообщил о злоупотреблении бупренорфином путём инъекций и в сочетании с бензодиазепинами.